# Arcomie (Fluss)
Die Arcomie ist ein Fluss in Frankreich, der in den Regionen Okzitanien und Auvergne-Rhône-Alpes verläuft. Sie entspringt im östlichen Gemeindegebiet von Les Monts-Verts, nahe der Autobahn A75 und der parallel verlaufenden Bahnstrecke Béziers–Neussarges, entwässert generell Richtung Nordnordwest durch den Regionalen Naturpark Aubrac und mündet nach rund 20 Kilometern im Gemeindegebiet von Val d’Arcomie im Rückstau der Barrage de Grandval als linker Nebenfluss in die Truyère.
Auf ihrem Weg durchquert die Arcomie die Départements Lozère und Cantal.

## Orte am Fluss
(Reihenfolge in Fließrichtung)
- Font Blanche, Gemeinde Les Monts-Verts
- Arcomie, Gemeinde Les Monts-Verts
- Saint-Just, Gemeinde Val d’Arcomie
- Bournoncles, Gemeinde Val d’Arcomie
- Garabit, Gemeinde Val d’Arcomie

## Sehenswürdigkeiten
- Garabit-Viadukt (frz. Viaduc de Garabit), Eisenbahnbrücke über die Truyère aus dem 19. Jahrhundert im Mündungsbereich des Flusses – Monument historique[4]